# Томкрафт
Томкрафт (Минхен, 12. јун 1975 — 15. јул 2024) био је немачки диск-џокеј и продуцент. У последњих неколико година није успео само потврдити свој врхунски квалитет унутар европске клупске сцене, већ и прећи границе Европе и изградити почетак светске каријере. Након великог светског хита Lonliness који је 2003. године доспео и на 1. место енглеске топ лествице, често се јављају захтеви за ремиксовањем великих извођача као што су Pet Shop Boys, Соник, Дејв Гејхан...

## Биографија
Године 1995. отвара се издавачка кућа Kosmo Records где Томкрафт исте године објављује своју прву сингл плочу This is no House која ће у наредним годинама бити уписана у историју електронске музике. Надолазећим издањима Viva, Unicum и пре свега првом верзијом Prozac-a, Томкрафт ствара своје прве Vinyl хитове и уписује своје име у свет тада водећих људи као што су Sven Vath, Westbam и Paul van Dyk.
Са синглом Mind појављује се 1997. по први пут на немачком MTV-u. Тај сингл је био и старт његове Maschinenmensch Video трилогије у саставу Mind, The Circle и The Mission. Са та три сингла, Томкрафт успева створити прве Media Control хитове.
Године 1998. ТВ канал Pro7, привучен квалитетном Томкрафтовом продукцијом, користи његов сингл Powerplant као трејлер музику за серију Досије Икс (X – Files). Медијски експониран, Tom издаје миксану компилацију Mystery Trance која му доноси глас као велике и загонетне појаве ди-џеј сцене, а његова музика добија придев Mystical.
У следећим годинама уз неколико синглова и сарадње са другим продуцентима, између осталих настају синглови Punk da Funk s Housepunkom и Versus са Sunbeamom. Versus је истовремено био и сингл за Kosmonauts Kontor Compilation, компилацију коју је Томкрафт уједно и миксао.
Иако је Томкрафт 2000. године већ био прилично познат, признат и успешан продуцент и Диџеј, нико није ни помислио шта ће се у његовој каријери догодити следећих година. Улазак у светску топ лигу почео је са синглом Silence које се попео међу топ 20 најпродаванијих синглова у Nемачкој.
Синглови Silence, Prosac, Powerplant и All i Got изашли су 2001. године на његовом првом албуму All i Got којим је презентирао читав музички спектар своје продукције.
Много брже (2003. године) излази његов следећи албум MUC на којем су се налазили и синглови („Lonliness“, „Overdose“, „Into The Light“) који су Tomcraft-a уздигли међу успешне светске продуценте и ди-џејеве.
Да ће Lonliness бити велики хит, показало се јос у Немачкој. Одмах након издавања сингл се појавио на TOP10 Media Control Sales лествици. Ни тада још нико није сањао шта ће Lonliness још урадити.
Дана 5. маја 2003. године, Томкрафт је одједном стајао на самом врху, на првом броју Енглеске продајне топ листе, па истиснуо иза себе великане као што су Ronan Keating, Sting, Craig David и остале.
Генерално гледајући, 2003. је била најбоља и изванредна година за Tomcraft-a. На Немачкој додели Dance награда (Deutschen Dance Awards „DDA“) покупио је укупно 3 награде (најбољи Dance Album, најбољи Dance Singl и највећи Radio Dance Hit)
Паралелно његовој каријери као продуцента, Томкрафт је развијао и своју ди-џеј каријеру. Наступајући тако на највећим eventima као:Mayday, Loveparade, Energy, Nature One, Reincarnation.. . Његов успех као ди џеја у Енглеској, водио га је кроз легендарне party-e kao: Turnmills, Gatecrasher, Promise Sundays, Godskitchen.
Уз све успехе и блиставу каријеру, крајем 2003. године оснива и свој Label Great Stuff Recordings преко којег помаже младим неафирмисаним уметницима електронске музике у првим корацима изградње каријере.